# Larry Kusche
Larry Kusche (1º novembre 1940) è uno scrittore e aviatore statunitense.
È stato un pilota commerciale, istruttore di volo e bibliotecario dal momento che scrisse The Bermuda Triangle Mistery – Solved e The Disappearance of Flight 19.

## Biografia
Larry è nato a Racine in Wisconsin ma è cresciuto a Phoenix in Arizona. Nei primi anni '70 si è interessato ai misteri del Triangolo delle Bermuda mentre lavorava come bibliotecario nella sua città natia e veniva confortato dalle numerose domande relative al Triangolo. Questo lo spinse a collezionare informazioni da svariate fonti. Quando iniziò le ricerche per il primo libro, affermò d'aver pensato seriamente che fosse un mistero, ma disse che le sue ricerche lo convinsero che tutti gli incidenti erano stati causati da temporali o incidenti, o sono accaduti lontano dal Triangolo, o nessuna prova è stata mai recuperata. La sua conclusione fu che il Triangolo  in realtà era un “mistero costruito”, il risultato d'inaccurate ricerche ed occasionali falsificazioni dei fatti.
Kusche scrisse The Disappearance of Flight 19 dopo aver studiato i rapporti investigativi della marina, intervistandone il personale che era coinvolto al tempo, e perseguendo le rotte di volo percorse dai piloti dispersi.
Al momento della scomparsa dei cinque Torpedo Bombers fu detto che ciò fosse colpa delle forze misteriose del Triangolo delle Bermuda. Kusche spiegò perché, in sua opinione, il capo di volo pensò erroneamente d'essere nel Florida Key, perché lui disse che la sua bussola era rotta , e anche perché nessun rottame è ancora stato trovato.
Dopo la pubblicazione del libro, Kusche diventò un collaboratore del “Committee for Skeptical Inquiry” (CSI).
Larry Kusche è inoltre l'autore di Larry Kusche's Popcorn Cookery, un libro di cucina del 1977 che comprendeva numerose ricette riguardo alla cottura dei popcorn, incluse ricette per cibi cotti al forno costituiti da “farina” di popcorn.